# Catedral de la Natividad de Riga

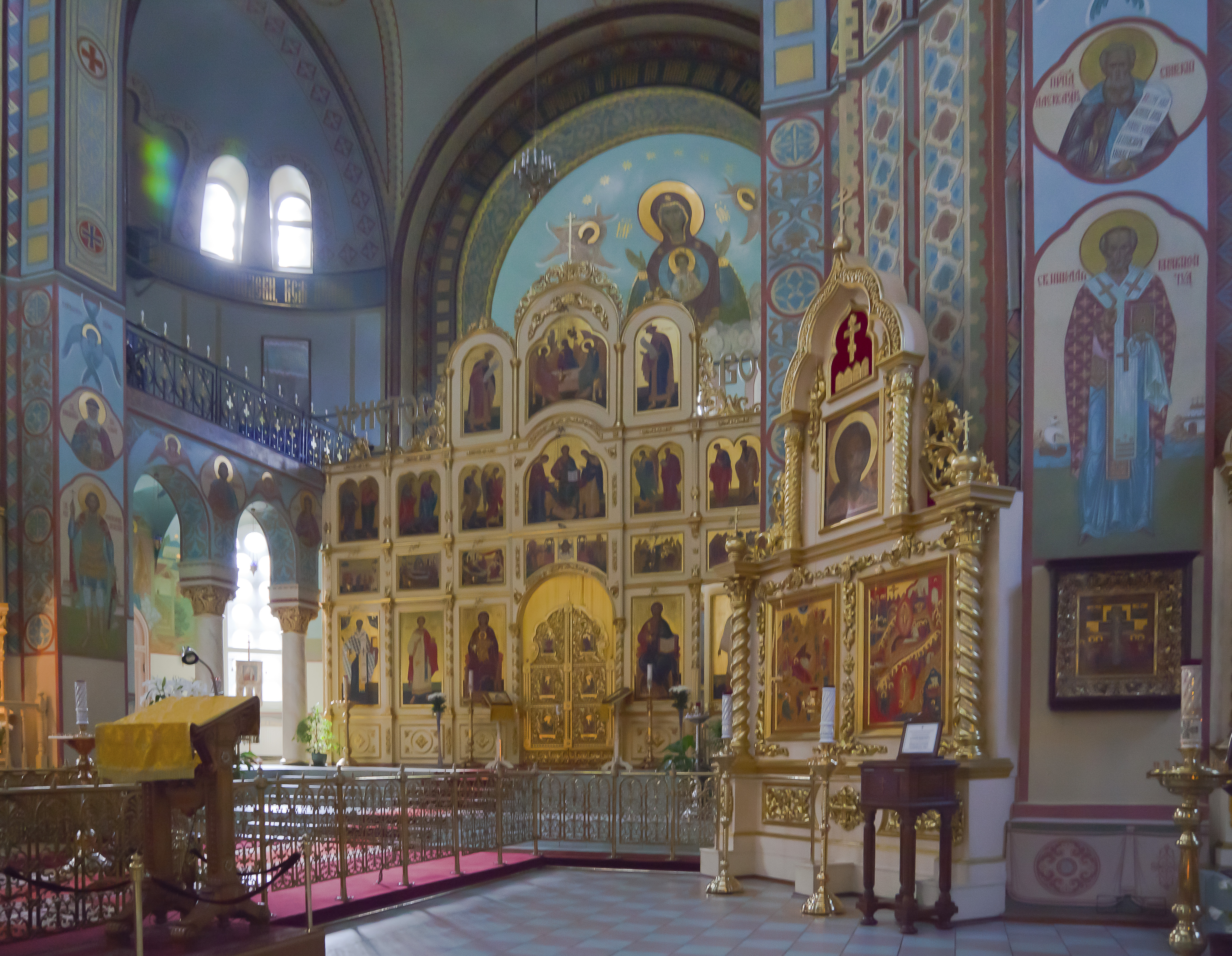
Interior del templo.

La catedral de la Natividad de Cristo (en letón, Kristus Piedzimšanas pareizticīgo katedrāle, en ruso, Христорождественский кафедральный собор) en Riga, Letonia es un importante templo ortodoxo levantado durante la dominación rusa. Su construcción se inició el 3 de julio de 1876, cuando el obispo de la ciudad, Serafim Protopov, colocó la primera piedra, y fue oficialmente inaugurada el 28 de octubre de 1884. Símbolo religioso a la par que político, la catedral de la Natividad incorporó un regalo del zar Alejandro II de Rusia, un conjunto de doce campanas, que fueron colocadas en una cúpula añadida al plano inicial. Erigida en estilo neobizantino, su interior fue fastuosamente ornamentado con viejos y valiosos iconos, tres iconostasios pintados por maestros de la Academia de Artes de San Petersburgo y el famoso pintor Vasily Vereshchagin, así como pinturas al fresco. Aunque la catedral sobrevivió a toda clase de tribulaciones, incluidas dos guerras mundiales, a principios de la década de los 60, las autoridades soviéticas cerraron la catedral al culto, convirtiéndola en un planetario. Tras la independencia de Letonia en 1991, fue reabierta al culto y se inició un proceso de restauración que incluyó la consagración de un nuevo iconostasio en 2000.